# Park Wrocławski w Lubinie
Park Wrocławski w Lubinie – park zlokalizowany w południowo-wschodniej części Lubina, przy ulicy Wrocławskiej.

## Charakterystyka
Park zajmuje 14 hektarów i jest zarówno najstarszym, jak i najcenniejszym przyrodniczo parkiem Lubina. Początki założenia sięgają pierwszych dziesięcioleci XIX wieku, kiedy to na jego potrzeby zaadaptowane zostały fragmenty lokalnych, przypałacowych grądów i łęgów. Wtedy powstał tu pierwszy budynek. Po 1945 park miał status otwartego, a w miejscu prawdopodobnego pałacu zbudowano amfiteatr (obecnie rozebrany i zamieniony na zielony plac). Istniała tu też pierwsza w Lubinie ścieżka zdrowia. 
Gruntowną rewitalizację parku przeprowadzono w latach 2013-2014, kiedy to przystosowano go do funkcji edukacyjnych. W 2014 otwarto Centrum Edukacji Przyrodniczej, przystosowane do wykładów, prelekcji, pokazów i obserwacji natury. W ramach centrum funkcjonują: ptaszarnia, mini-zoo, szlak dinozaurów i szlak ptaków. Oprócz tego na terenie kompleksu wybudowano strefy dziecka (dwa place zabaw, strefa paleontologiczna z wykopaliskami), odpoczynku (altany), rekreacji, boisko do siatkówki i szachownicę.

### Szlak dinozaurów
Na szlak składa się zespół figur następujących dinozaurów: mastodonzaur, iguanodon (dwie figury), kentrozaur, karnotaur, dimetrodon, wulkanodon, tyranozaur, triceratops, parazaurolof, mamenchizaur, diplodok, brachiozaur.

### Szlak ptaków
W ptaszarni żyje ponad sześćdziesiąt gatunków ptaków (w tym rzadkich) z terenu Polski i Europy, np. bielik, orzeł stepowy, bociany czarne, bażanty, głuszce, cietrzewie, sowy, żurawie i pawie.

### Minizoo
W małym ogrodzie zoologicznym żyją kozy, owce, kuce, kury, osły i świnie.

## Flora
Flora parku dzieli się na trzy strefy: starodrzew, łęgi i zieleń urządzoną.
W obrębie starodrzewu znajduje się grąd z udziałem takich drzew, jak klon pospolity, jawor, grab pospolity, dąb szypułkowy, robinia akacjowa, lipa szerokolistna, kasztanowiec zwyczajny i olcha czarna. Z 37 lubińskich pomników przyrody szesnaście rośnie na terenie parku, w tym głównie w obszarze grądów. 
W obrębie łęgów znajduje się roślinność związana ze starorzeczami, lubiąca wilgoć, choć ostatnia rzeka na tym terenie umieszczana jest na mapach w początku XIX wieku. Występuje tu olsza, topola, wierzba, wiąz i jesion. Nie prowadzi się tu ingerencji ludzkich. 
Na terenach urządzonych rosną głównie rośliny ozdobne - cebulowe, byliny, krzewy i trawy. Istnieje tu też okolony szuwarem staw zamieszkały przez kaczki i łabędzie.